# Druga Republika Filipin
Druga Republika Filipin – państwo marionetkowe zależne od Japonii, utworzone w 1943 roku na terenie Filipin zajętych przez wojska japońskie. Na jego prezydenta wyznaczono José Paciano Laurel y García, jednak w 1943 roku Zgromadzenie Narodowe uznało, że Filipiny są niezależną republiką i nadało Laurelowi prawomocną władzę. Państwo upadło wraz z kapitulacją Japonii.